# NGC 4255
NGC 4255 é uma galáxia lenticular (S0) localizada na direcção da constelação de Virgo. Possui uma declinação de +04° 47' 11" e uma ascensão recta de 12 horas, 18 minutos e 56,1 segundos.